# Halstead (Kansas)
Halstead is een plaats (city) in de Amerikaanse staat Kansas, en valt bestuurlijk gezien onder Harvey County.

## Demografie
Bij de volkstelling in 2000 werd het aantal inwoners vastgesteld op 1873.
In 2006 is het aantal inwoners door het United States Census Bureau geschat op 1902, een stijging van 29 (1,5%).

## Geografie
Volgens het United States Census Bureau beslaat de plaats een oppervlakte van
3,4 km², geheel bestaande uit land. Halstead ligt op ongeveer 424 m boven zeeniveau.

## Plaatsen in de nabije omgeving
De onderstaande figuur toont nabijgelegen plaatsen in een straal van 16 km rond Halstead.